# Raphitoma philberti
Raphitoma philberti é uma espécie de gastrópode do gênero Raphitoma, pertencente a família Raphitomidae.